# پندار داوکینز؟
پندار داوکینز؟ بنیادگرایی آتئیستی و انکار الهی (به انگلیسی: The Dawkins Delusion? Atheist Fundamentalism and the denial of the divine) یک کتاب نوشتهٔ استاد الهیات مسیحی و بیوفیزیکدان، آلیستر مک‌گراث و روان‌شناس، جوآنا کولیکوت مک‌گراث است. این کتاب از یک دیدگاه مسیحی، به عنوان یک پاسخ به استدلال‌های ارائه شده در پندار خدا نوشتهٔ ریچارد داوکینز نوشته شده است. این کار در فوریه ی ۲۰۰۷ به وسیلهٔ انجمن توسعهٔ اطلاعات مسیحی (SPCK) در بریتانیا و در ژوئیه ۲۰۰۷ در ایالات متّحده منتشر شد. اثر مزبور در سال ۱۴۰۱ به دست محمدعلی قاسمی فلاورجانی، به زبان فارسی ترجمه و روانهٔ بازار نشر شد. 